# Tore Forsberg (politiker)
Sven Tore Forsberg, född 3 september 1926, död 28 december 1982 i Katarina församling i Stockholm, var en svensk kommunistisk politiker. Från 1969 till 1982 var han Vänsterpartiet Kommunisternas (nuvarande Vänsterpartiet) partisekreterare.
Tore Forsberg är gravsatt i minneslunden på Skogskyrkogården i Stockholm.